# Xã Marion, Quận Monroe, Missouri
Xã Marion (tiếng Anh: Marion Township) là một xã thuộc quận Monroe, tiểu bang Missouri, Hoa Kỳ. Năm 2010, dân số của xã này là 1.363 người.